# BAP Constitución
El Constitución fue un antiguo buque que sirvió en la Marina de Guerra del Perú

## Adquisición
Fue adquirido el 3 de septiembre de 1894 por el gobierno peruano de Andrés Avelino Cáceres durante el levantamiento contra este en la guerra civil peruana de 1894-1895, se adquirió también un transporte de madera llamado Chalaco.

## Historia
Este buque fue construido en Newcastle, Inglaterra, en 1886, y se incorporó a la Armada del Perú en 1894, año desde el cual prestaría innumerables servicios. A bordo de esta unidad fue establecida por algunos años la Dirección de la Escuela de Aprendices Navales, primera dependencia de Marina que funcionó como centro de formación del personal subalterno. Estuvo en servicio activo hasta abril de 1910, año que fue convertido en buque depósito de carbón y artículos navales. Posteriormente se le transformó en estación de sumergibles hasta el año 1918, en el que se le dio de baja.